# Hraddea, Manevîci
Hraddea (în ucraineană Граддя) este un sat în comuna Dovjîțea din raionul Manevîci, regiunea Volînia, Ucraina.

## Demografie
Componența lingvistică a localității Hraddea
     Ucraineană (99,65%)
     Alte limbi (0,34%)
Conform recensământului din 2001, majoritatea populației localității Hraddea era vorbitoare de ucraineană (99,65%), existând în minoritate și vorbitori de alte limbi.